# President de la Generalitat de Catalunya
El president de la Generalitat de Catalunya és el cap de la Generalitat i el cap del Govern de Catalunya.
El president és una de les institucions que l'Estatut d'Autonomia de Catalunya estableix en la configuració de la Generalitat juntament amb el Parlament, el Govern de Catalunya, el Consell de Garanties Estatutàries, el Síndic de Greuges, la Sindicatura de Comptes i el Consell de l'Audiovisual de Catalunya. El president de la Generalitat és escollit pel Parlament de Catalunya i nomenat pel rei d'Espanya. Concentra dues menes de funcions: representatives i governatives.
Actualment, les funcions de la presidència de la Generalitat són assumides pel 133è president Salvador Illa i Roca.

## Funcions
El president de la Generalitat té la més alta representació de la Generalitat de Catalunya i l'ordinària de l'Estat espanyol a Catalunya. Li correspon, també, mantenir les relacions amb les altres institucions de l'Estat i la resta de les comunitats autònomes, convocar les eleccions al Parlament de Catalunya i nomenar els alts càrrecs que les lleis determinin. Com a representant ordinari de l'Estat a Catalunya, promulga en nom del rei les lleis de Catalunya.
El president forma part del Govern de Catalunya i és qui el dirigeix i el coordina, establint les directrius generals de l'acció de govern. En aquest sentit, nomena els consellers i altres alts càrrecs, convoca i presideix les reunions del Govern i signa els decrets acordats pel Consell Executiu i ordena que es publiquin. També pot demanar que el Parlament es reuneixi en sessió extraordinària i, arribat el cas, ha de dissoldre'l o sol·licitar que s'hi celebri un debat general.
El president de la Generalitat també ha de coordinar el programa legislatiu del Govern i l'elaboració de normes de caràcter general, convocar i presidir les comissions del Consell Executiu i facilitar la informació que el Parlament sol·liciti al Govern.

## Elecció i cessament
L'elecció del president de la Generalitat s'estableix en els articles 152.1 de la Constitució espanyola i l'article 67.2 de l'Estatut d'Autonomia, i queda desplegada pels articles 49 i següents de la llei 3/1982 així com pels articles 127 i 128 del reglament del Parlament de Catalunya de 2005. En l'elecció del president hi ha 3 fases clarament especificades:
- 1a fase: Un cop realitzades les eleccions, i constituït el Parlament, el president del Parlament de Catalunya realitza un torn de consultes amb els diferents representants dels grups polítics i proposa un candidat a la presidència de la Generalitat, que obligatòriament ha de ser membre del Parlament escollit.

- 2a fase: El candidat proposat ha d'exposar el programa de govern i sol·licitar la confiança del Parlament, en una sessió plenària anomenada Debat d'investidura. En acabar el debat, es procedeix a la votació, en la qual el candidat és investit, sempre que obtingui un nombre de vots afirmatius igual o superior a la majoria absoluta de la cambra. En cas de no assolir-lo, es passaria a una segona volta on el candidat quedaria investit per majoria simple. En el cas, que el candidat no aconsegueixi la confiança del Parlament, el President hauria de presentar nous candidats de forma successiva amb el termini màxim de dos mesos, sobrepassats els quals el Parlament es dissoldria i s'haurien de convocar eleccions.

- 3a fase: El president del Parlament ha de comunicar la decisió del Parlament al rei d'Espanya.

### Nomenament i efectivitat
D'acord amb l'article 5 de la llei de la presidència, el president de la Generalitat és nomenat pel rei o reina atenent a la comunicació que els fa el president del Parlament, nomenament que es publica en el Diari Oficial de la Generalitat.
L'efectivitat en el càrrec es produeix en el moment de la presa de possessió, que ha de tenir lloc en el termini de cinc dies a partir del nomenament.

### Cessament
Les causes de cessament del President de la Generalitat queden establertes en l'article 7 de la "Llei de la presidència de la Generalitat i del Govern", el qual diu, literalment:
1. El president o presidenta de la Generalitat cessa en el càrrec per les causes següents:
a) Per canvi de legislatura a conseqüència d'unes eleccions.
b) Per l'aprovació d'una moció de censura o la denegació d'una qüestió de confiança.
c) Per dimissió, que ha de comunicar per escrit a la presidència del Parlament.
d) Per incapacitat permanent, física o mental, que l'inhabiliti per a l'exercici del càrrec, la qual ha d'ésser sol·licitada per la majoria absoluta dels diputats i reconeguda per una majoria de dos terços.
e) Per defunció.
f) Per condemna penal ferma que comporti la inhabilitació per a l'exercici de càrrecs públics.
2. En els supòsits a, b i c de l'apartat 1, el president de la Generalitat continua en el càrrec en funcions fins que no en pren possessió el seu successor.
3. En els supòsits d, e i f de l'apartat 1, el president de la Generalitat és substituït interinament, de conformitat amb l'article 6.2, i la presidència del Parlament inicia el procediment que estableix l'article 4 per a elegir un nou president de la Generalitat.
El 27 d'octubre de 2017, el president Carles Puigdemont va ser destituït a l'empara de l'article 155 de la Constitució. Aquest cessament no va ser acceptat ni pel president, ni pel govern ni per la presidenta del Parlament, considerant-lo contrari a la regulació existent i al redactat de l'apartat 2 de l'article 155 de la Constitució, que plantegen seriosos dubtes sobre la legalitat d'aquesta destitució.
El 28 de setembre del 2020, el Tribunal Suprem va confirmar la condemna d'inhabilitació d'un any i mig per al president Quim Torra seguint una denúncia de la Junta Electoral Central. Pere Aragonès, Vicepresident de la Generalitat de Catalunya i Conseller d'Economia i Hisenda fins al moment, assumí les atribucions del càrrec de President.

## Història

### La presidència en la Generalitat medieval
La presidència de la Generalitat corresponia als diputats que, per raó del seu rang, tingueren preeminència protocol·lària per damunt dels altres diputats, fet que amb freqüència els dugué a presidir els actes i a encapçalar els documents de la Diputació del General. Per aquesta causa es tracta sempre de diputats del "Braç Eclesiàstic", a excepció del cas de Joan I d'Empúries —diputat del "Braç Militar"—, sobre el qual recaigué la preeminència pel fet de pertànyer a la família reial.

### Llista de presidents de la Generalitat de Catalunya
El criteri oficialment seguit per enumerar els presidents ha estat el de comptar només un cop cada titular encara que repetissin mandat, la qual cosa situa l'actual president en el nombre 133è. Els que repeteixen mandat són indicats amb una R.
Als primers temps de la institució, el nombre de diputats no estava regulat ni va ser estable i variava la quantitat que hi havia per cada braç. El representant o diputat del Braç Eclesiàstic per la seva preeminença protocol·lària, i només sota aquest concepte, presidia les reunions del conjunt de diputats i oïdors. Sempre que no hi figurés algun membre de la família reial, que en aquest cas li correspondria la preeminència. Cal fer esment, que el consistori era col·legiat i el terme de Presidència és un concepte contemporani. I per tant, seguint aquest criteri, entre els membres del "Braç Eclesiàstic", s'ha considerat com a president el diputat amb un càrrec eclesiàstic superior. És el cas del primer president, Berenguer de Cruïlles, que era un dels quatre membres del "Braç Eclesiàstic" que varen ser escollits a les Corts de Cervera de 1359. A partir de les Corts de Montsó iniciades el 1362, aquest diputat passà a residir a Barcelona.
Altre criteri considerat ha estat no numerar com a presidents de la Generalitat o Diputació del General els càrrecs nomenats en el període de regència de 1367 - 1375, fruit de la resolució de les Corts de Vilafranca (1367) que suspengué els diputats residents a Barcelona; tampoc la diputació paral·lela que Joan II va nomenar l'any 1470 a Lleida, durant la guerra civil catalana; ni tampoc - ja en època contemporània - la restauració de la Diputació del General durant la 3a Guerra Carlina, ni els presidents de la Mancomunitat de Catalunya, ni els diputats que varen governar durant la suspensió de la Generalitat i l'Estatut de 1932 per part del Govern espanyol que va comportar l'empresonament del president Lluís Companys i el seu govern entre 1934 i 1936.
| Núm. | Nom (naixement – mort)                               | Nom (naixement – mort)                               | Període                     | Ressenya biogràfica | Ressenya biogràfica |
| --- | ---------------------------------------------------- | ---------------------------------------------------- | --------------------------- | --- | --- |
| 1 | Berenguer de Cruïlles (1310 – 1362)                  | Berenguer de Cruïlles (1310 – 1362)                  | 1359 - 1362                 | Bisbe de Girona | Bisbe de Girona |
| 2 | Romeu Sescomes (? – 1380)                            | Romeu Sescomes (? – 1380)                            | 1363 - 1364?                | Bisbe de Lleida | Bisbe de Lleida |
| 3 | Ramon Gener (? – 1388)                               | Ramon Gener (? – 1388)                               | 1364?-1365                  | Canonge de la Seu d'Urgell | Canonge de la Seu d'Urgell |
| 4 | Bernat Vallès (? – 1389)                             | Bernat Vallès (? – 1389)                             | 1365 - 1367                 | Canonge de Barcelona | Canonge de Barcelona |
| Entre 1367 i 1375 se suspèn temporalment el càrrec de diputat resident (President de la Generalitat) per decisió de les Corts de Vilafranca (1367), nomenant un regent per a aquest període. |                                                      |                                                      |                             | | |
| | Pere Vicenç                                          | Pere Vicenç                                          | 1367 - 1370                 | Regent de la Diputació suspesa durant les Corts de Vilafranca (1367) | Regent de la Diputació suspesa durant les Corts de Vilafranca (1367) |
| | Bernat Bussot                                        | Bernat Bussot                                        | 1370 - 1375                 | Regent de la Diputació suspesa durant les Corts de Vilafranca (1367) | Regent de la Diputació suspesa durant les Corts de Vilafranca (1367) |
| R | Romeu Sescomes (? – 1380)                            | Romeu Sescomes (? – 1380)                            | 1375 - 1376                 | | |
| 5 | Joan I d'Empúries (1338 – 1398)                      | Joan I d'Empúries (1338 – 1398)                      | 1376                        | Comte d'Empúries | Comte d'Empúries |
| 6 | Guillem de Guimerà i d'Abella (? – 1396)             | Guillem de Guimerà i d'Abella (? – 1396)             | 1376 - 1377                 | Prior de Catalunya de l'Orde de l'Hospital de Sant Joan de Jerusalem (1372 - 1396). | Prior de Catalunya de l'Orde de l'Hospital de Sant Joan de Jerusalem (1372 - 1396). |
| 7 | Galceran de Besora i de Cartellà (? – 1383)          | Galceran de Besora i de Cartellà (? – 1383)          | 1377 - 1378                 | Almoiner del Monestir de Ripoll | Almoiner del Monestir de Ripoll |
| R | Ramon Gener (? – 1388)                               | Ramon Gener (? – 1388)                               | 1379 - 1380                 | Canonge de la Seu d'Urgell | Canonge de la Seu d'Urgell |
| 8 | Felip d'Anglesola                                    | Felip d'Anglesola                                    | 1380                        | Canonge de Tarragona | Canonge de Tarragona |
| 9 | Pere de Santamans (? – 1383)                         | Pere de Santamans (? – 1383)                         | 1381 - 1383                 | Canonge de Tortosa | Canonge de Tortosa |
| 10 | Arnau Descolomer (? – 1410)                          | Arnau Descolomer (? – 1410)                          | 1384 - 1389                 | Prevere de Girona | Prevere de Girona |
| 11 | Miquel de Santjoan                                   | Miquel de Santjoan                                   | 1389 - 1396                 | Canonge de Girona. Morí sense acabar el mandat | Canonge de Girona. Morí sense acabar el mandat |
| 12 | Alfons de Tous (? – 1421)                            | Alfons de Tous (? – 1421)                            | 1396 - 1413                 | Rector de l'església de Santa Maria del Pi, de Barcelona. Prengué art en el parlament per tractar de la successió de Martí l'Humà. Adquireix l'actual Palau de la Generalitat de Catalunya com a seu permanent. | Rector de l'església de Santa Maria del Pi, de Barcelona. Prengué art en el parlament per tractar de la successió de Martí l'Humà. Adquireix l'actual Palau de la Generalitat de Catalunya com a seu permanent. |
| 13 | Marc de Vilalba (? – 1439)                           | Marc de Vilalba (? – 1439)                           | 1413 - 1416                 | Abat del Monestir de Ripoll (1408 - 1409) i primer Abat de Montserrat (1409-?) | Abat del Monestir de Ripoll (1408 - 1409) i primer Abat de Montserrat (1409-?) |
| 14 | Andreu Bertran (? – 1433)                            | Andreu Bertran (? – 1433)                            | 1416 - 1419                 | Bisbe de Barcelona (1416 - 1420). Intervingué de forma destacada en la resolució del Cisma d'Occident. | Bisbe de Barcelona (1416 - 1420). Intervingué de forma destacada en la resolució del Cisma d'Occident. |
| 15 | Joan Desgarrigues                                    | Joan Desgarrigues                                    | 1419 - 1422                 | Comanador de Masdéu (Trullars) de l'Orde de l'Hospital de Sant Joan de Jerusalem | Comanador de Masdéu (Trullars) de l'Orde de l'Hospital de Sant Joan de Jerusalem |
| 16 | Dalmau de Cartellà i Despou (? – 1439)               | Dalmau de Cartellà i Despou (? – 1439)               | 1422 - 1425                 | Abat de Ripoll (1410 - 1439) i també d'Amer i de Sant Cugat del Vallès. | Abat de Ripoll (1410 - 1439) i també d'Amer i de Sant Cugat del Vallès. |
| 17 | Felip de Malla (1380 – 1431)                         | Felip de Malla (1380 – 1431)                         | 1425 - 1428                 | Rector de l'església de Santa Maria del Pi de Barcelona (1407), Conseller reial (1419). Canonge degà d'Osca (1422), almoiner de la seu d'Elna (1423) i ardiaca major de la seu de Barcelona (1424 - 1431). Brillant orador i autor d'estil classicitzant (Lo pecador remut). Al Concili de Constança obtingué sis vots per ocupar la seu papal de Roma. | Rector de l'església de Santa Maria del Pi de Barcelona (1407), Conseller reial (1419). Canonge degà d'Osca (1422), almoiner de la seu d'Elna (1423) i ardiaca major de la seu de Barcelona (1424 - 1431). Brillant orador i autor d'estil classicitzant (Lo pecador remut). Al Concili de Constança obtingué sis vots per ocupar la seu papal de Roma. |
| 18 | Domènec Ram i Lanaja (1345 – 1445)                   | Domènec Ram i Lanaja (1345 – 1445)                   | 1428 - 1431                 | Bisbe de Lleida (1419 - 1435) i cardenal nomenat pel papa Martí V (1426). El 1429, assistí, amb el cardenal Pere de Foix, al concili de Tortosa, per tal de liquidar temes pendents del Cisma d'Occident. | Bisbe de Lleida (1419 - 1435) i cardenal nomenat pel papa Martí V (1426). El 1429, assistí, amb el cardenal Pere de Foix, al concili de Tortosa, per tal de liquidar temes pendents del Cisma d'Occident. |
| R | Marc de Vilalba (? – 1439)                           | Marc de Vilalba (? – 1439)                           | 1431 - 1434                 | | |
| 19 | Pere de Palou (? – 1440s)                            | Pere de Palou (? – 1440s)                            | 1434 - 1437                 | Canonge de la seu de Barcelona | Canonge de la seu de Barcelona |
| 20 | Pere de Darnius (? – 1440s)                          | Pere de Darnius (? – 1440s)                          | 1437 - 1440                 | Canonge sagristà de Girona | Canonge sagristà de Girona |
| 21 | Antoni d'Avinyó i de Moles (? – 1450)                | Antoni d'Avinyó i de Moles (? – 1450)                | 1440 - 1443                 | Abat de Montserrat (1440 - 1450) | Abat de Montserrat (1440 - 1450) |
| 22 | Jaume de Cardona i de Gandia (1405 – 1466)           | Jaume de Cardona i de Gandia (1405 – 1466)           | 1443 - 1446                 | Canonge de Barcelona i bisbe de Vic (1442 - 1459). El papa Pius II el fa cardenal el 1461 | Canonge de Barcelona i bisbe de Vic (1442 - 1459). El papa Pius II el fa cardenal el 1461 |
| 23 | Pero Ximénez de Urrea i de Bardaixí (? – 1489)       | Pero Ximénez de Urrea i de Bardaixí (? – 1489)       | 1446 - 1449                 | Conegut com a Pedro de Urrea. Arquebisbe de Tarragona (1446 - 1489). Feu un paper important en la guerra de Joan II, a favor del rei. Anys més tard esdevingueren famoses les seves repressions contra viles i pobles al Camp de Tarragona. | Conegut com a Pedro de Urrea. Arquebisbe de Tarragona (1446 - 1489). Feu un paper important en la guerra de Joan II, a favor del rei. Anys més tard esdevingueren famoses les seves repressions contra viles i pobles al Camp de Tarragona. |
| 24 | Bertran Samasó (? – 1458)                            | Bertran Samasó (? – 1458)                            | 1449 - 1452                 | Abat de Ripoll (1440 - 1458). Va ser contrari a la política populista i filoremença d'Alfons IV el Magnànim, i a favor dels privilegis de l'aristocràcia. | Abat de Ripoll (1440 - 1458). Va ser contrari a la política populista i filoremença d'Alfons IV el Magnànim, i a favor dels privilegis de l'aristocràcia. |
| 25 | Bernat Guillem Samasó (? – 1456)                     | Bernat Guillem Samasó (? – 1456)                     | 1452 - 1455                 | Abat d'Àger | Abat d'Àger |
| 26 | Nicolau Pujades (? – 1467)                           | Nicolau Pujades (? – 1467)                           | 1455 - 1458                 | Ardiaca de Santa Maria del Mar, de Barcelona. Acabat el seu mandat, va fer de mitjancer entre el rei Joan II i la Generalitat. | Ardiaca de Santa Maria del Mar, de Barcelona. Acabat el seu mandat, va fer de mitjancer entre el rei Joan II i la Generalitat. |
| 27 | Antoni Pere Ferrer (? – 1471)                        | Antoni Pere Ferrer (? – 1471)                        | 1458 - 1461                 | Tercer abat de Montserrat (1451 - 1472). Defensor de Carles de Viana, empresonat pel seu pare, el rei Joan II, es posà del costat de la Generalitat en la guerra civil catalana (1462 - 1472), començada ja després del seu mandat. | Tercer abat de Montserrat (1451 - 1472). Defensor de Carles de Viana, empresonat pel seu pare, el rei Joan II, es posà del costat de la Generalitat en la guerra civil catalana (1462 - 1472), començada ja després del seu mandat. |
| 28 | Manuel de Montsuar i Mateu (1410 – 1491)             | Manuel de Montsuar i Mateu (1410 – 1491)             | 1461 - 1464                 | Canonge de Lleida | Canonge de Lleida |
| | Bernat Saportella                                    | Bernat Saportella                                    | 1463-1472                   | Diputat del braç militar, es traslladà a Tarragona i instaurà allí una Diputació lleial al monarca. Així doncs, entre 1463 i 1472, existiren dues Diputacions del General paral·leles: una de rebel (a Barcelona) i una altra de lleial al rei (a Tarragona i després a Lleida). | Diputat del braç militar, es traslladà a Tarragona i instaurà allí una Diputació lleial al monarca. Així doncs, entre 1463 i 1472, existiren dues Diputacions del General paral·leles: una de rebel (a Barcelona) i una altra de lleial al rei (a Tarragona i després a Lleida). |
| 29 | Francesc Colom (? – 1472)                            | Francesc Colom (? – 1472)                            | 1464 - 1467                 | Ardiaca del Vallès a la seu de Barcelona. Oponent de Joan II, tingué un paper fonamental en la guerra civil catalana (1462-1472). | Ardiaca del Vallès a la seu de Barcelona. Oponent de Joan II, tingué un paper fonamental en la guerra civil catalana (1462-1472). |
| 30 | Ponç Andreu de Vilar (? – 1489)                      | Ponç Andreu de Vilar (? – 1489)                      | 1467 - 1470                 | Abat comendatari de Ripoll (1463 - 1489) | Abat comendatari de Ripoll (1463 - 1489) |
| 31 | Miquel Samsó (1430 – 1507)                           | Miquel Samsó (1430 – 1507)                           | 1470 - 1473                 | Abat de Sant Salvador de Breda. Acaba la guerra civil amb la Capitulació de Pedralbes (1472), els diputats reialistes com ell, es reincorporen a la Generalitat de Barcelona. | Abat de Sant Salvador de Breda. Acaba la guerra civil amb la Capitulació de Pedralbes (1472), els diputats reialistes com ell, es reincorporen a la Generalitat de Barcelona. |
| 32 | Joan Maurici de Ribes (? – 1488)                     | Joan Maurici de Ribes (? – 1488)                     | 1473 - 1476                 | Abat del monestir de la Real de Perpinyà. | Abat del monestir de la Real de Perpinyà. |
| 33 | Miquel Delgado (? – 1478)                            | Miquel Delgado (? – 1478)                            | 1476 - 1478                 | Abat de Poblet (1458-1478). Havia participat a la guerra civil del costat del rei, mentre la seva comunitat feia costat a la Generalitat. | Abat de Poblet (1458-1478). Havia participat a la guerra civil del costat del rei, mentre la seva comunitat feia costat a la Generalitat. |
| 34 | Pere Joan Llobera                                    | Pere Joan Llobera                                    | 1478 - 1479                 | Monjo sagristà de Sant Joan de les Abadesses, substituí a Miquel Delgado al morir aquest abans d'acabar mandat. | Monjo sagristà de Sant Joan de les Abadesses, substituí a Miquel Delgado al morir aquest abans d'acabar mandat. |
| 35 | Berenguer de Sos (? – 1502)                          | Berenguer de Sos (? – 1502)                          | 1479 - 1482                 | Canonge degà de la seu de Barcelona i bisbe electe de Sàsser (Sardenya). Va destacar per la seva actitud favorable al bàndol ciutadà de la Biga, de nobles i cavallers. | Canonge degà de la seu de Barcelona i bisbe electe de Sàsser (Sardenya). Va destacar per la seva actitud favorable al bàndol ciutadà de la Biga, de nobles i cavallers. |
| 36 | Pere de Cardona (? – 1530)                           | Pere de Cardona (? – 1530)                           | 1482 - 1485                 | Bisbe d'Urgell (1472 - 1515). Acumulà els càrrecs de canceller (1479-1530), administrador de l'abadia de Solsona (1479 - 1515), arquebisbe de Tarragona (1515-1530) i lloctinent de Catalunya (1521-1523). Fou un dels personatges més influents a la Catalunya del seu temps. | Bisbe d'Urgell (1472 - 1515). Acumulà els càrrecs de canceller (1479-1530), administrador de l'abadia de Solsona (1479 - 1515), arquebisbe de Tarragona (1515-1530) i lloctinent de Catalunya (1521-1523). Fou un dels personatges més influents a la Catalunya del seu temps. |
| R | Ponç Andreu de Vilar (? – 1489)                      | Ponç Andreu de Vilar (? – 1489)                      | 1485 - 1488                 | | |
| 37 | Juan Payo Coello (? – 1498)                          | Juan Payo Coello (? – 1498)                          | 1488 - 1491                 | Abat de Poblet (1480-1498), nomenat President per Ferran el Catòlic. | Abat de Poblet (1480-1498), nomenat President per Ferran el Catòlic. |
| 38 | Joan de Peralta (? – 1505)                           | Joan de Peralta (? – 1505)                           | 1491 - 1494                 | Cinquè abat de Montserrat (1483 - 1493) i bisbe de Vic (1493 - 1505) | Cinquè abat de Montserrat (1483 - 1493) i bisbe de Vic (1493 - 1505) |
| 39 | Francí Vicenç (? – 1523)                             | Francí Vicenç (? – 1523)                             | 1494 - 1497                 | Prior de la catedral de Tarragona. El 22 de juliol havia estat elegit Pere Terrades, canonge sagristà de Girona, que morí de pesta sis dies més tard sense haver jurat el càrrec. Durant el seu mandat i a causa de la pesta, la seu de la Generalitat va ser traslladada a Mataró i Vic. | Prior de la catedral de Tarragona. El 22 de juliol havia estat elegit Pere Terrades, canonge sagristà de Girona, que morí de pesta sis dies més tard sense haver jurat el càrrec. Durant el seu mandat i a causa de la pesta, la seu de la Generalitat va ser traslladada a Mataró i Vic. |
| 40 | Pedro de Mendoza (? – 1519)                          | Pedro de Mendoza (? – 1519)                          | 1497 - 1500                 | Abat de Santes Creus (1479 - 1519). Parent de Ferran el Catòlic, li devia -probablement- l'abadia i el càrrec de President de la Generalitat. | Abat de Santes Creus (1479 - 1519). Parent de Ferran el Catòlic, li devia -probablement- l'abadia i el càrrec de President de la Generalitat. |
| 41 | Alfons d'Aragó (1455 – 1514)                         | Alfons d'Aragó (1455 – 1514)                         | 1500 - 1503                 | Bisbe de Tortosa (1475 - 1513) i arquebisbe de Tarragona (1513 - 1514) | Bisbe de Tortosa (1475 - 1513) i arquebisbe de Tarragona (1513 - 1514) |
| 42 | Ferrer Nicolau de Gualbes i Desvalls (? – 1504)      | Ferrer Nicolau de Gualbes i Desvalls (? – 1504)      | 1503 - 1504                 | Canonge de la seu de Barcelona i ardiaca del Vallès. Mort prematurament l'1 de març de 1504. | Canonge de la seu de Barcelona i ardiaca del Vallès. Mort prematurament l'1 de març de 1504. |
| 43 | Gonzalo Fernández de Heredia (1450 – 1511)           | Gonzalo Fernández de Heredia (1450 – 1511)           | 1504 - 1506                 | Arquebisbe de Tarragona (1490 - 1511), residí habitualment al monestir d'Escornalbou. | Arquebisbe de Tarragona (1490 - 1511), residí habitualment al monestir d'Escornalbou. |
| 44 | Lluís Desplà i d'Oms (1444 – 1524)                   | Lluís Desplà i d'Oms (1444 – 1524)                   | 1506 - 1509                 | Ardiaca major de la seu de Barcelona, havia estat home de confiança de Joan el Gran i Ferran el Catòlic. Ocupa la casa canonical que havia habitat Felip de Malla i que ell convertí en palau, l'actual Casa de l'Ardiaca, seu de l'Institut Municipal d'Història de Barcelona. | Ardiaca major de la seu de Barcelona, havia estat home de confiança de Joan el Gran i Ferran el Catòlic. Ocupa la casa canonical que havia habitat Felip de Malla i que ell convertí en palau, l'actual Casa de l'Ardiaca, seu de l'Institut Municipal d'Història de Barcelona. |
| 45 | Jordi Sanç (? – 1525)                                | Jordi Sanç (? – 1525)                                | 1509 - 1512                 | Paborde de la catedral de València. | Paborde de la catedral de València. |
| 46 |                                                      | Joan d'Aragó (1457 – 1528)                           | 1512 - 1514                 | Castellà d'Amposta | Castellà d'Amposta |
| 47 | Jaume Fiella (? – 1522)                              | Jaume Fiella (? – 1522)                              | 1514 - 1515                 | Substituí Joan d'Aragó per incompatibilitat en el càrrec. | Substituí Joan d'Aragó per incompatibilitat en el càrrec. |
| 48 | Esteve de Garret (? – 1523)                          | Esteve de Garret (? – 1523)                          | 1515 - 1518                 | Ardiaca de la seu de Tortosa. | Ardiaca de la seu de Tortosa. |
| 49 | Bernat de Corbera                                    | Bernat de Corbera                                    | 1518 - 1521                 | Ardiaca de la seu de Tarragona i canonge de Barcelona | Ardiaca de la seu de Tarragona i canonge de Barcelona |
| 50 | Joan Margarit i de Requesens (1468 – 1554)           | Joan Margarit i de Requesens (1468 – 1554)           | 1521 - 1524                 | Ardiaca de la seu de Girona. Fou reelegit al 1524. | Ardiaca de la seu de Girona. Fou reelegit al 1524. |
| 51 | Lluís de Cardona i Enríquez (1488 – 1532)            | Lluís de Cardona i Enríquez (1488 – 1532)            | 1524 - 1527                 | Abat de Santa Maria de Solsona (1514 - 1531). Després fou arquebisbe de Tarragona (1531 - 1532) | Abat de Santa Maria de Solsona (1514 - 1531). Després fou arquebisbe de Tarragona (1531 - 1532) |
| 52 | Francesc de Solsona                                  | Francesc de Solsona                                  | 1527-1530                   | Canonge de la seu de Lleida | Canonge de la seu de Lleida |
| 53 | Francesc Oliver i de Boteller                        | Francesc Oliver i de Boteller                        | 1530-1533                   | Canonge de la seu de Tortosa | Canonge de la seu de Tortosa |
| 54 | Dionís de Carcassona                                 | Dionís de Carcassona                                 | 1533 - 1536                 | Canonge de Lleida | Canonge de Lleida |
| 55 | Joan Pasqual                                         | Joan Pasqual                                         | 1536 - 1539                 | Canonge de la Seu d'Urgell. | Canonge de la Seu d'Urgell. |
| 56 | Jeroni de Requesens i Roís de Liori (? – 1548)       | Jeroni de Requesens i Roís de Liori (? – 1548)       | 1539 - 1542                 | Bisbe d'Elna (1533-1542), bisbe de Tortosa (1542-1548). | Bisbe d'Elna (1533-1542), bisbe de Tortosa (1542-1548). |
| 57 | Miquel Puig (? – 1559)                               | Miquel Puig (? – 1559)                               | 1542 - 1545                 | Comendatari del monestir de Serrateix. | Comendatari del monestir de Serrateix. |
| 58 | Jaume Caçador (1484 – 1561)                          | Jaume Caçador (1484 – 1561)                          | 1545 - 1548                 | Bisbe de Barcelona (1545 - 1561), després d'haver estat canonge de Vic, Girona, Tarragona i Barcelona. De la nissaga dels Caçador que donà quatre Presidents de la Generalitat, aplicà a Catalunya la contrareforma de Sant Ignasi de Loiola, de qui fou amic. | Bisbe de Barcelona (1545 - 1561), després d'haver estat canonge de Vic, Girona, Tarragona i Barcelona. De la nissaga dels Caçador que donà quatre Presidents de la Generalitat, aplicà a Catalunya la contrareforma de Sant Ignasi de Loiola, de qui fou amic. |
| 59 | Miquel d'Oms i de Sentmenat (? – 1576)               | Miquel d'Oms i de Sentmenat (? – 1576)               | 1548 - 1551                 | Canonge d'Elna | Canonge d'Elna |
| 60 | Onofre de Copons i de Vilafranca (? – 1552)          | Onofre de Copons i de Vilafranca (? – 1552)          | 1551 - 1552                 | Canonge de Tarragona | Canonge de Tarragona |
| 61 | Miquel de Ferrer i de Marimon (? – 1552)             | Miquel de Ferrer i de Marimon (? – 1552)             | 1552                        | Gran prior i cavaller de l'Orde de Sant Joan | Gran prior i cavaller de l'Orde de Sant Joan |
| 62 | Joan de Tormo (1490 – 1553)                          | Joan de Tormo (1490 – 1553)                          | 1552 - 1553                 | Bisbe de Vic | Bisbe de Vic |
| 63 | Miquel de Tormo                                      | Miquel de Tormo                                      | 1553 - 1554                 | Prior de Sant Pere de Besalú | Prior de Sant Pere de Besalú |
| 64 | Francesc Jeroni Benet Franc                          | Francesc Jeroni Benet Franc                          | 1554 - 1557                 | Ardiaca de Santa Maria del Mar de Barcelona | Ardiaca de Santa Maria del Mar de Barcelona |
| 65 | Pere Àngel Ferrer i Despuig (? – 1558)               | Pere Àngel Ferrer i Despuig (? – 1558)               | 1557 - 1559                 | Darrer abat comendatari de Sant Cugat del Vallès (1539 - 1558) | Darrer abat comendatari de Sant Cugat del Vallès (1539 - 1558) |
| 66 | Ferran de Lloaces i Peres (1497 – 1568)              | Ferran de Lloaces i Peres (1497 – 1568)              | 1559 - 1560                 | Bisbe de Tortosa | Bisbe de Tortosa |
| R | Miquel d'Oms i de Sentmenat (? – 1576)               | Miquel d'Oms i de Sentmenat (? – 1576)               | 1560 - 1563                 | | |
| 67 | Onofre Gomis                                         | Onofre Gomis                                         | 1563 - 1566                 | Canonge i cabiscol de la Seu d'Urgell | Canonge i cabiscol de la Seu d'Urgell |
| 68 | Francesc Giginta (? – 1579)                          | Francesc Giginta (? – 1579)                          | 1566 - 1569                 | Abat d'Amer | Abat d'Amer |
| 69 | Benet de Tocco (1510 – 1585)                         | Benet de Tocco (1510 – 1585)                         | 1569 - 1572                 | De nom Marco Antonio di Tocco, adoptà el nom de Benet en fer-se monjo de Montserrat (1542) i fou abat del monestir (1556 - 1559 i 1562 - 1564), bisbe de Vic (1564 - 1572), de Girona (1572 - 1583) i de Lleida (1583 - 1585). | De nom Marco Antonio di Tocco, adoptà el nom de Benet en fer-se monjo de Montserrat (1542) i fou abat del monestir (1556 - 1559 i 1562 - 1564), bisbe de Vic (1564 - 1572), de Girona (1572 - 1583) i de Lleida (1583 - 1585). |
| 70 | Jaume Cerveró (1500 – 1585)                          | Jaume Cerveró (1500 – 1585)                          | 1572 - 1575                 | Canonge de Tortosa. | Canonge de Tortosa. |
| 71 | Pere Oliver de Boteller i de Riquer (1517 – 1587)    | Pere Oliver de Boteller i de Riquer (1517 – 1587)    | 1575 - 1578                 | Canonge de Tortosa. | Canonge de Tortosa. |
| R | Benet de Tocco (1510 – 1585)                         | Benet de Tocco (1510 – 1585)                         | 1578 - 1581                 | | |
| 72 | Rafael d'Oms                                         | Rafael d'Oms                                         | 1581 - 1584                 | Ardiaca de la seu de Tarragona. | Ardiaca de la seu de Tarragona. |
| 73 | Jaume Beuló (? – 1584)                               | Jaume Beuló (? – 1584)                               | 1584                        | Canonge de Vic. | Canonge de Vic. |
| R | Pere Oliver de Boteller i de Riquer (1517 – 1587)    | Pere Oliver de Boteller i de Riquer (1517 – 1587)    | 1584 - 1587                 | | |
| 74 | Martí Joan de Calders                                | Martí Joan de Calders                                | 1587                        | Prior de Sant Marçal de Montseny | Prior de Sant Marçal de Montseny |
| 75 | Francesc Oliver de Boteller (1557 – 1598)            | Francesc Oliver de Boteller (1557 – 1598)            | 1587 - 1588                 | Abat de Poblet (1583 - 1598) | Abat de Poblet (1583 - 1598) |
| 76 | Jaume Caçador i Claret(1519 – 1597)                  | Jaume Caçador i Claret(1519 – 1597)                  | 1590 - 1593                 | Bisbe de Girona (1583 - 1597). Hagué d'imposar la contrareforma de Trento als seus canonges, que hi eren contraris. | Bisbe de Girona (1583 - 1597). Hagué d'imposar la contrareforma de Trento als seus canonges, que hi eren contraris. |
| 77 | Miquel d'Agullana (1549 – 1596)                      | Miquel d'Agullana (1549 – 1596)                      | 1593 - 1596                 | Canonge de Girona, ardiaca de l'Empordà. | Canonge de Girona, ardiaca de l'Empordà. |
| R | Francesc Oliver de Boteller (1557 – 1598)            | Francesc Oliver de Boteller (1557 – 1598)            | 1596 - 1598                 | Es construeix la façana renaixentista del Palau de la Generalitat. | Es construeix la façana renaixentista del Palau de la Generalitat. |
| 78 | Francesc Oliveres                                    | Francesc Oliveres                                    | 1598 - 1599                 | Canonge de Girona | Canonge de Girona |
| 79 | Jaume Cordelles i Oms (? – 1604)                     | Jaume Cordelles i Oms (? – 1604)                     | 1599 - 1602                 | Canonge de Barcelona. En el seu mandat, les Corts Catalanes és la darrera vegada que elaboren legislació específica, amb la qual cosa el dret català resta estroncat. | Canonge de Barcelona. En el seu mandat, les Corts Catalanes és la darrera vegada que elaboren legislació específica, amb la qual cosa el dret català resta estroncat. |
| 80 | Bernat de Cardona i de Queralt                       | Bernat de Cardona i de Queralt                       | 1602 - 1605                 | Abat de Sant Miquel de Cuixà i de Camprodon. | Abat de Sant Miquel de Cuixà i de Camprodon. |
| 81 | Pere Pau Caçador i d'Aguilar-Dusai                   | Pere Pau Caçador i d'Aguilar-Dusai                   | 1605 - 1608                 | Canonge de Barcelona i baró de Mur. Darrer dels Presidents de la Generalitat de la nissaga dels Caçador. | Canonge de Barcelona i baró de Mur. Darrer dels Presidents de la Generalitat de la nissaga dels Caçador. |
| 82 | Onofre d'Alentorn i de Botella                       | Onofre d'Alentorn i de Botella                       | 1608 - 1611                 | Ardiaca de Benasc i canonge de Lleida. Els del seu llinatge i els Agullana, s'oposen violentament als impostos arbitraris que pretenien d'imposar Felip II i Felip III. | Ardiaca de Benasc i canonge de Lleida. Els del seu llinatge i els Agullana, s'oposen violentament als impostos arbitraris que pretenien d'imposar Felip II i Felip III. |
| 83 | Francesc de Sentjust i de Castre (? – 1627)          | Francesc de Sentjust i de Castre (? – 1627)          | 1611 - 1614                 | Abat d'Arles de Tec. | Abat d'Arles de Tec. |
| 84 | Ramon d'Olmera i d'Alemany (? – 1616)                | Ramon d'Olmera i d'Alemany (? – 1616)                | 1614 - 1616                 | Comanador de Vilafranca del Penedès, de l'Orde de l'Hospital de Sant Joan de Jerusalem. | Comanador de Vilafranca del Penedès, de l'Orde de l'Hospital de Sant Joan de Jerusalem. |
| 85 | Miquel d'Aimeric i de Codina (? – 1617)              | Miquel d'Aimeric i de Codina (? – 1617)              | 1616 - 1617                 | Abat del monestir de Sant Cugat del Vallès | Abat del monestir de Sant Cugat del Vallès |
| 86 | Lluís de Tena Gomez (? – 1622)                       | Lluís de Tena Gomez (? – 1622)                       | 1617 - 1620                 | Bisbe de Tortosa (1616 - 1622) | Bisbe de Tortosa (1616 - 1622) |
| 87 | Benet Fontanella (1575 – 1627)                       | Benet Fontanella (1575 – 1627)                       | 1620 - 1623                 | Abat del monestir de Besalú. | Abat del monestir de Besalú. |
| 88 | Pere de Magarola i Fontanet (1571 – 1634)            | Pere de Magarola i Fontanet (1571 – 1634)            | 1623 - 1626                 | Bisbe d'Elna (1622 - 1627) i abans prior de Santa Anna de Barcelona (1618 - 1622). Posteriorment, bisbe de Vic (1627 - 1634) i de Lleida(1634) | Bisbe d'Elna (1622 - 1627) i abans prior de Santa Anna de Barcelona (1618 - 1622). Posteriorment, bisbe de Vic (1627 - 1634) i de Lleida(1634) |
| 89 | Francesc Morillo                                     | Francesc Morillo                                     | 1626 - 1629                 | Canonge ardiaca de la Seu d'Urgell. | Canonge ardiaca de la Seu d'Urgell. |
| 90 | Pere Antoni Serra (? – 1632)                         | Pere Antoni Serra (? – 1632)                         | 1629 - 1632                 | Bisbe de Lleida (1621-1631). Mort en exercici del càrrec. | Bisbe de Lleida (1621-1631). Mort en exercici del càrrec. |
| 91 | Esteve Salacruz                                      | Esteve Salacruz                                      | 1632                        | Abat del monestir de Sant Pere de Galligants | Abat del monestir de Sant Pere de Galligants |
| 92 | Garcia Gil de Manrique y Maldonado (1575 – 1651)     | Garcia Gil de Manrique y Maldonado (1575 – 1651)     | 1632 - 1635                 | Bisbe de Girona (1627 - 1633) i de Barcelona (1633 - 1651). Després de l'assassinat del comte de Santa Coloma a l'inici de la Guerra dels Segadors (1640) fou nomenat lloctinent. Contrari a la Generalitat, la qual intentà dissuadir de posar-se sota la protecció del rei de França, va excomunicar els responsables de les atrocitats a les tropes castellanes durant la guerra. | Bisbe de Girona (1627 - 1633) i de Barcelona (1633 - 1651). Després de l'assassinat del comte de Santa Coloma a l'inici de la Guerra dels Segadors (1640) fou nomenat lloctinent. Contrari a la Generalitat, la qual intentà dissuadir de posar-se sota la protecció del rei de França, va excomunicar els responsables de les atrocitats a les tropes castellanes durant la guerra. |
| 93 | Miquel d'Alentorn i de Salbà                         | Miquel d'Alentorn i de Salbà                         | 1635 - 1638                 | Abat d'Amer i de Roses. | Abat d'Amer i de Roses. |
| 94 |                                                      | Pau Claris i Casademunt (1586 – 1641)                | 1638 - 1641                 | Canonge de la Seu d'Urgell | Canonge de la Seu d'Urgell |
| 95 | Josep Soler                                          | Josep Soler                                          | 1641                        | Canonge de la Seu d'Urgell | Canonge de la Seu d'Urgell |
| 96 | Bernat de Cardona i de Raset (1591 – 1658)           | Bernat de Cardona i de Raset (1591 – 1658)           | 1641 - 1644                 | Prior de Sant Miquel del Fai i ardiaca major i canonge de Girona, d'on fou bisbe posteriorment (1656 - 1658) | Prior de Sant Miquel del Fai i ardiaca major i canonge de Girona, d'on fou bisbe posteriorment (1656 - 1658) |
| 97 | Gispert d'Amat i Desbosc de Sant Vicenç (? – 1696)   | Gispert d'Amat i Desbosc de Sant Vicenç (? – 1696)   | 1644 - 1647                 | Abat del monestir de Sant Pere de Galligants. Protestà airosament per les arbitrarietats dels francesos i fou empresonat el 1646 pel virrei del rei francès a Catalunya, Henri Harcourt de Lorena, comte d'Harcourt. | Abat del monestir de Sant Pere de Galligants. Protestà airosament per les arbitrarietats dels francesos i fou empresonat el 1646 pel virrei del rei francès a Catalunya, Henri Harcourt de Lorena, comte d'Harcourt. |
| 98 | Andreu Pont (1606 – 1653)                            | Andreu Pont (1606 – 1653)                            | 1647 - 1650                 | Abat d'Amer. | Abat d'Amer. |
| 99 | Pau del Rosso                                        | Pau del Rosso                                        | 1650 - 1654                 | Canonge degà de la seu de Barcelona. | Canonge degà de la seu de Barcelona. |
| 100 | Francesc Pijoan (1600 – 1659)                        | Francesc Pijoan (1600 – 1659)                        | 1654 - 1656                 | Ardiaca de l'Empordà i canonge de la seu de Girona | Ardiaca de l'Empordà i canonge de la seu de Girona |
| 101 | Joan Jeroni Besora (? – 1665)                        | Joan Jeroni Besora (? – 1665)                        | 1656 - 1659                 | Canonge i síndic del capítol de Lleida, que visqué a Roma i Barcelona. A la fi del seu mandat escrigué en nom de la Generalitat a Joan Josep d'Àustria i a d'altres personatges protestant per la cessió del Rosselló i part de la Cerdanya a França pel Tractat dels Pirineus. Humanista i bibliòfil, reuní una biblioteca de més de 5000 volums. | Canonge i síndic del capítol de Lleida, que visqué a Roma i Barcelona. A la fi del seu mandat escrigué en nom de la Generalitat a Joan Josep d'Àustria i a d'altres personatges protestant per la cessió del Rosselló i part de la Cerdanya a França pel Tractat dels Pirineus. Humanista i bibliòfil, reuní una biblioteca de més de 5000 volums. |
| 102 | Pau d'Àger i d'Orcau (1592 – 1672)                   | Pau d'Àger i d'Orcau (1592 – 1672)                   | 1659 - 1662                 | Batlle de Mallorca, de l'orde de Sant Joan de Jerusalem. | Batlle de Mallorca, de l'orde de Sant Joan de Jerusalem. |
| 103 | Jaume de Copons i de Tamarit (? – 1680)              | Jaume de Copons i de Tamarit (? – 1680)              | 1662 - 1665                 | Canonge de la Seu d'Urgell i ardiaca d'Andorra. Posteriorment fou bisbe de Vic (1665 - 1674) i de Lleida (1673 - 1680) | Canonge de la Seu d'Urgell i ardiaca d'Andorra. Posteriorment fou bisbe de Vic (1665 - 1674) i de Lleida (1673 - 1680) |
| 104 | Josep de Magarola i de Grau (1612 – 1676)            | Josep de Magarola i de Grau (1612 – 1676)            | 1665 - 1668                 | Abat del Monestir de Camprodon | Abat del Monestir de Camprodon |
| 105 | Joan Pagès i Vallgornera                             | Joan Pagès i Vallgornera                             | 1668 - 1671                 | Canonge. | Canonge. |
| 106 | Josep de Camporrells i de Sabater (? – 1677)         | Josep de Camporrells i de Sabater (? – 1677)         | 1671 - 1674                 | Canonge de la Seu d'Urgell, ardiaca d'Andorra. | Canonge de la Seu d'Urgell, ardiaca d'Andorra. |
| 107 | Esteve Mercadal i Dou                                | Esteve Mercadal i Dou                                | 1674 - 1677                 | Canonge i ardiaca de Vic. | Canonge i ardiaca de Vic. |
| 108 | Alfonso de Sotomayor (1608 – 1682)                   | Alfonso de Sotomayor (1608 – 1682)                   | 1677 - 1680                 | Bisbe de Barcelona (1663 - 1682), després d'haver-ho estat d'Arborea (Sardenya) (1657 - 1663). Autor d'un curiós "Edicte en què se prohibeix menjar, berenar i beure en les esglésies.." (1681). | Bisbe de Barcelona (1663 - 1682), després d'haver-ho estat d'Arborea (Sardenya) (1657 - 1663). Autor d'un curiós "Edicte en què se prohibeix menjar, berenar i beure en les esglésies.." (1681). |
| 109 | Josep Sastre i Prats                                 | Josep Sastre i Prats                                 | 1680 - 1683                 | Abat de Sant Pere i Sant Pau del Camp, de Barcelona. | Abat de Sant Pere i Sant Pau del Camp, de Barcelona. |
| 110 | Baltasar de Muntaner i de Sacosta (1696 – 1711)      | Baltasar de Muntaner i de Sacosta (1696 – 1711)      | 1683 - 1686                 | Paborde de Berga, abat del monestir de Sant Cugat del Vallès (1696 - 1711) i bisbe de la ciutat de Mèxic (1711 - 1712). | Paborde de Berga, abat del monestir de Sant Cugat del Vallès (1696 - 1711) i bisbe de la ciutat de Mèxic (1711 - 1712). |
| 111 | Antoni de Saiol i de Quarteroni (? – 1705)           | Antoni de Saiol i de Quarteroni (? – 1705)           | 1686 - 1689                 | Canonge de Barcelona. | Canonge de Barcelona. |
| 112 | Benet Ignasi de Salazar (1615 – 1692)                | Benet Ignasi de Salazar (1615 – 1692)                | 1689 - 1692                 | Bisbe de Barcelona (1683 - 1692), antic monjo benedictí, abat general de la congregació de Valladolid del seu orde. Durant el seu mandat destaca l'actitud pacificadora davant els conflictes que li va tocar viure. | Bisbe de Barcelona (1683 - 1692), antic monjo benedictí, abat general de la congregació de Valladolid del seu orde. Durant el seu mandat destaca l'actitud pacificadora davant els conflictes que li va tocar viure. |
| 113 | Antoni de Planella i de Cruïlles (1688 – 1713)       | Antoni de Planella i de Cruïlles (1688 – 1713)       | 1692 - 1695                 | Abat de Besalú. Antic abat de Sant Esteve de Banyoles (1675-1688). | Abat de Besalú. Antic abat de Sant Esteve de Banyoles (1675-1688). |
| 114 | Rafael de Pinyana i Galvany                          | Rafael de Pinyana i Galvany                          | 1695 - 1698                 | Canonge de Tortosa. | Canonge de Tortosa. |
| 115 | Climent de Solanell i de Foix (? – 1701)             | Climent de Solanell i de Foix (? – 1701)             | 1698 - 1701                 | Paborde de la col·legiata d'Àger. | Paborde de la col·legiata d'Àger. |
| 116 | Josep Antoni Valls i Pandutxo (? – 1706)             | Josep Antoni Valls i Pandutxo (? – 1706)             | 1701                        | Ardiaca de Sant Llorenç de la seu de Tarragona | Ardiaca de Sant Llorenç de la seu de Tarragona |
| R | Antoni de Planella i de Cruïlles (1688 – 1713)       | Antoni de Planella i de Cruïlles (1688 – 1713)       | 1701 - 1704                 | | |
| 117 | Francesc de Valls i Freixa (? – 1705)                | Francesc de Valls i Freixa (? – 1705)                | 1704 - 1705                 | Cambrer del monestir de Sant Pere de Camprodon | Cambrer del monestir de Sant Pere de Camprodon |
| 118 | Josep Grau                                           | Josep Grau                                           | 1706 - 1707                 | Degà del capítol de la seu de Solsona. | Degà del capítol de la seu de Solsona. |
| 119 | Manuel de Copons i d'Esquerrer                       | Manuel de Copons i d'Esquerrer                       | 1707 - 1710                 | Monjo cambrer del monestir de Santa Maria de Banyoles, nascut al Castell de Malmercat. | Monjo cambrer del monestir de Santa Maria de Banyoles, nascut al Castell de Malmercat. |
| 120 | Francesc Antoni de Solanell i de Montellà (? – 1726) | Francesc Antoni de Solanell i de Montellà (? – 1726) | 1710 - 1713                 | Monjo benedictí, prior d'Àger, visitador de l'orde i abat del monestir de Sant Pere de Galligants. Havia assistit a les Corts de Barcelona de 1702. A les darreries del seu mandat assistí a la Junta de Braços (1713) que decidí de prosseguir la resistència armada contra Felip V, tot i que ell resta al marge de la decisió. La seva timidesa política fa que tampoc col·laborés amb els borbònics. Abandona Barcelona abans d'acabar el mandat i durant el setge. És nomenat abat del monestir de Sant Cugat del Vallès, però els filipistes el desterren. | Monjo benedictí, prior d'Àger, visitador de l'orde i abat del monestir de Sant Pere de Galligants. Havia assistit a les Corts de Barcelona de 1702. A les darreries del seu mandat assistí a la Junta de Braços (1713) que decidí de prosseguir la resistència armada contra Felip V, tot i que ell resta al marge de la decisió. La seva timidesa política fa que tampoc col·laborés amb els borbònics. Abandona Barcelona abans d'acabar el mandat i durant el setge. És nomenat abat del monestir de Sant Cugat del Vallès, però els filipistes el desterren. |
| 121 | Josep de Vilamala (? – 1720)                         | Josep de Vilamala (? – 1720)                         | 1713 - 1714                 | Sagristà de Sant Esteve de Banyoles | Sagristà de Sant Esteve de Banyoles |
| 1714 (15 de setembre): Abolició de la Generalitat per decret del duc de Berwick, a conseqüència de la derrota de l'11 de setembre. El Decret de Nova Planta, aprovat en 1716, defineix el nou règim que regula el funcionament polític i social de Catalunya. 1874 - 1875: Durant la Tercera Guerra Carlina es van restaurar les institucions constitucionals pròpies de Catalunya. L'1 d'octubre de 1874 els carlins van restaurar la Diputació del General de Catalunya. Sent declarat President el general Rafael Tristany i Parera, que jura els furs a Olot. Aquest fou seguit després pel general Francesc Savalls i Massot. |                                                      |                                                      |                             | | |
| |                                                      | Rafael Tristany i Parera (1814-1899)                 | 1 oct 1874 - desembre 1874  | | |
| |                                                      | Francesc Savalls i Massot (1817-1885)                | desembre 1874 - març 1875   | | |
| 1914 - 1925: En aquest període, malgrat que no s'havia restablert encara la Generalitat, hom pot donar la consideració de presidents de Catalunya als successius presidents de la Mancomunitat. |                                                      |                                                      |                             | | |
| |                                                      | Enric Prat de la Riba i Sarrà                        | 6 abr 1914 - 1 ago 1917     | Membre de la Lliga Regionalista | Membre de la Lliga Regionalista |
| |                                                      | Josep Puig i Cadafalch                               | 1 ago 1917 - 24 des 1923    | Membre de la Lliga Regionalista | Membre de la Lliga Regionalista |
| |                                                      | Santiago Estapé i Pagès                              | 24 des 1923 - 17 gen 1924   | Membre de la Lliga Regionalista, President accidental | Membre de la Lliga Regionalista, President accidental |
| |                                                      | Carlos de Lossada y Canterac                         | 17 gen 1924 - 30 gen 1924   | Cop d'estat de Primo de Rivera. | Cop d'estat de Primo de Rivera. |
| | Alfons Sala                                          | Alfons Sala i Argemí                                 | 30 gen 1924 - 25 març 1925  | Membre de la Unión Monárquica Nacional | Membre de la Unión Monárquica Nacional |
| 1931 (17 d'abril): restabliment de la Generalitat de Catalunya, dos segles més tard, arran de la victòria de Francesc Macià a les eleccions del 12 d'abril. |                                                      |                                                      |                             | | |
| 122 |                                                      | Francesc Macià i Llussà (1859 – 1933)                | 17 abr 1931 - 25 des 1933   | Membre d'Esquerra Republicana de Catalunya Accedeix al càrrec a conseqüència de les Eleccions municipals espanyoles de 1931 i es reafirma en el càrrec en les Eleccions al Parlament de Catalunya de 1932 | Membre d'Esquerra Republicana de Catalunya Accedeix al càrrec a conseqüència de les Eleccions municipals espanyoles de 1931 i es reafirma en el càrrec en les Eleccions al Parlament de Catalunya de 1932 |
| |                                                      | Joan Casanovas i Maristany (1890 – 1942)             | 25 des 1933 - 31 des 1933   | Membre d'Esquerra Republicana de Catalunya. El 26 de desembre del mateix any, arran de la mort del President Francesc Macià, ocupà interinament la Presidència de la Generalitat. | Membre d'Esquerra Republicana de Catalunya. El 26 de desembre del mateix any, arran de la mort del President Francesc Macià, ocupà interinament la Presidència de la Generalitat. |
| 123 |                                                      | Lluís Companys i Jover (1882 – 1940)                 | 31 des 1933 - 15 oct 1940   | Membre d'Esquerra Republicana de Catalunya, a partir del 5 de febrer de 1939 president en l'exili. Morí afusellat pel règim franquista al castell de Montjuïc. Accedeix al càrrec a conseqüència de la mort natural del President Francesc Macià i Llussà. | Membre d'Esquerra Republicana de Catalunya, a partir del 5 de febrer de 1939 president en l'exili. Morí afusellat pel règim franquista al castell de Montjuïc. Accedeix al càrrec a conseqüència de la mort natural del President Francesc Macià i Llussà. |
| 1938: La dictadura del general Franco, abans i tot d'acabar la guerra civil, aboleix per segona vegada la Generalitat de Catalunya. Els presidents Companys, Irla i Tarradellas mantenen la institució des de l'exili. |                                                      |                                                      |                             | | |
| 124 |                                                      | Josep Irla i Bosch (1876 – 1958)                     | 15 oct 1940 - 7 maig 1954   | Membre d'Esquerra Republicana de Catalunya, president en l'exili. Accedeix al càrrec a conseqüència de l'afusellament del President Lluís Companys i Jover per part de la dictadura franquista. | Membre d'Esquerra Republicana de Catalunya, president en l'exili. Accedeix al càrrec a conseqüència de l'afusellament del President Lluís Companys i Jover per part de la dictadura franquista. |
| 125 | Josep Tarradellas                                    | Josep Tarradellas i Joan (1899 – 1988)               | 7 ago 1954 - 24 abr 1980    | Membre d'Esquerra Republicana de Catalunya, fins al 29 de setembre de 1977 va ser president en l'exili. Accedeix al càrrec a conseqüència de la dimissió del President Josep Irla i Bosch. | Membre d'Esquerra Republicana de Catalunya, fins al 29 de setembre de 1977 va ser president en l'exili. Accedeix al càrrec a conseqüència de la dimissió del President Josep Irla i Bosch. |
| 1977 (29 de setembre): segon restabliment de la Generalitat de Catalunya. Josep Tarradellas torna de l'exili com a president. |                                                      |                                                      |                             | | |
| 126 |                                                      | Jordi Pujol i Soley (nascut el 1930)                 | 24 abr 1980 - 16 des 2003   | I | Membre de Convergència Democràtica de Catalunya dins la llista de Convergència i Unió Accedeix al càrrec a conseqüència de les Eleccions al Parlament de Catalunya de 1980 i repeteix legislatura en les següents de 1984, 1988, 1992, 1995 i 1999. |
| 126 | II                                                   | Jordi Pujol i Soley (nascut el 1930)                 | 24 abr 1980 - 16 des 2003   | | Membre de Convergència Democràtica de Catalunya dins la llista de Convergència i Unió Accedeix al càrrec a conseqüència de les Eleccions al Parlament de Catalunya de 1980 i repeteix legislatura en les següents de 1984, 1988, 1992, 1995 i 1999. |
| 126 | III                                                  | Jordi Pujol i Soley (nascut el 1930)                 | 24 abr 1980 - 16 des 2003   | | Membre de Convergència Democràtica de Catalunya dins la llista de Convergència i Unió Accedeix al càrrec a conseqüència de les Eleccions al Parlament de Catalunya de 1980 i repeteix legislatura en les següents de 1984, 1988, 1992, 1995 i 1999. |
| 126 | IV                                                   | Jordi Pujol i Soley (nascut el 1930)                 | 24 abr 1980 - 16 des 2003   | | Membre de Convergència Democràtica de Catalunya dins la llista de Convergència i Unió Accedeix al càrrec a conseqüència de les Eleccions al Parlament de Catalunya de 1980 i repeteix legislatura en les següents de 1984, 1988, 1992, 1995 i 1999. |
| 126 | V                                                    | Jordi Pujol i Soley (nascut el 1930)                 | 24 abr 1980 - 16 des 2003   | | Membre de Convergència Democràtica de Catalunya dins la llista de Convergència i Unió Accedeix al càrrec a conseqüència de les Eleccions al Parlament de Catalunya de 1980 i repeteix legislatura en les següents de 1984, 1988, 1992, 1995 i 1999. |
| 126 | VI                                                   | Jordi Pujol i Soley (nascut el 1930)                 | 24 abr 1980 - 16 des 2003   | | Membre de Convergència Democràtica de Catalunya dins la llista de Convergència i Unió Accedeix al càrrec a conseqüència de les Eleccions al Parlament de Catalunya de 1980 i repeteix legislatura en les següents de 1984, 1988, 1992, 1995 i 1999. |
| 127 |                                                      | Pasqual Maragall i Mira (nascut el 1941)             | 16 des 2003 - 24 nov 2006   | VII | Alcalde de Barcelona (1982 - 1997). Membre del Partit dels Socialistes de Catalunya Accedeix al càrrec a conseqüència de les Eleccions al Parlament de Catalunya de 2003. |
| 128 |                                                      | José Montilla i Aguilera (nascut el 1955)            | 24 nov 2006 - 23 des 2010   | VIII | Membre del Partit dels Socialistes de Catalunya Accedeix al càrrec a conseqüència de les Eleccions al Parlament de Catalunya de 2006. |
| 129 |                                                      | Artur Mas i Gavarró (nascut el 1956)                 | 23 des 2010 - 12 gen 2016   | IX | Membre de Convergència Democràtica de Catalunya dins la llista de Convergència i Unió Accedeix al càrrec a conseqüència de les Eleccions al Parlament de Catalunya de 2010 i repeteix en la següent legislatura de 2012 |
| 129 | X                                                    | Artur Mas i Gavarró (nascut el 1956)                 | 23 des 2010 - 12 gen 2016   | | Membre de Convergència Democràtica de Catalunya dins la llista de Convergència i Unió Accedeix al càrrec a conseqüència de les Eleccions al Parlament de Catalunya de 2010 i repeteix en la següent legislatura de 2012 |
| 130 |                                                      | Carles Puigdemont i Casamajó (nascut el 1962)        | 12 gen 2016 - 28 oct 2017   | XI | Membre de Convergència Democràtica de Catalunya dins la llista de Junts pel Sí, a partir del 30 d'octubre de 2017 president en l'exili. Accedeix al càrrec a conseqüència de les Eleccions al Parlament de Catalunya de 2015 i és reafirmat en el càrrec en les següents de 2017. |
| 2017 (27 d'octubre): El Senat d'Espanya aplica l'Article 155 de la Constitució en el marc del procés d'independència de Catalunya, destituint el president Puigdemont i el seu govern. El mateix dia, el Parlament de Catalunya va aprovar una proposta de resolució que instava el govern a dictar totes les resolucions necessàries per al desenvolupament de la Llei de transitorietat jurídica i fundacional de la República, és a dir, a fer efectiva la independència de Catalunya. Tres dies més tard, el president i part del seu govern se'n van anar a l'exili a Brussel·les, mentre que la resta van ser citats a declarar a l'Audiència Nacional i foren empresonats. Puigdemont va mantenir el títol de president a l'exili, mentre que les seves funcions van ser assumides, a Catalunya i de manera interina, per la vicepresidenta del govern espanyol i membre del Partit Popular, Soraya Sáenz de Santamaría. |                                                      |                                                      |                             | | |
| 131 |                                                      | Joaquim Torra i Pla (nascut el 1962)                 | 17 maig 2018 - 30 set 2020  | XII | 11è candidat a la circumscripció per Barcelona, on fou escollit amb la llista de Junts per Catalunya. Accedeix al càrrec a conseqüència de les Eleccions al Parlament de Catalunya de 2017. Inhabilitat per una sentència del Tribunal Superior de Justícia de Catalunya per desobediència ratificada el 28 de setembre de 2020 pel Tribunal Suprem. |
| 132 |                                                      | Pere Aragonès i Garcia (nascut el 1982)              | 24 maig 2021 - 8 agost 2024 | XIII/XIV | Membre d'Esquerra Republicana de Catalunya a les eleccions del 14 de febrer de 2021. Accedeix al càrrec a conseqüència de les Eleccions al Parlament de Catalunya de 2021. |
| 133 |                                                      | Salvador Illa i Roca (nascut el 1966)                | 8 agost 2024 - actualitat   | XV | Membre del Partit dels Socialistes de Catalunya a les eleccions de 2024, accedeix al càrrec a conseqüència de les Eleccions al Parlament de Catalunya de 2024. |